# Bikiniarze

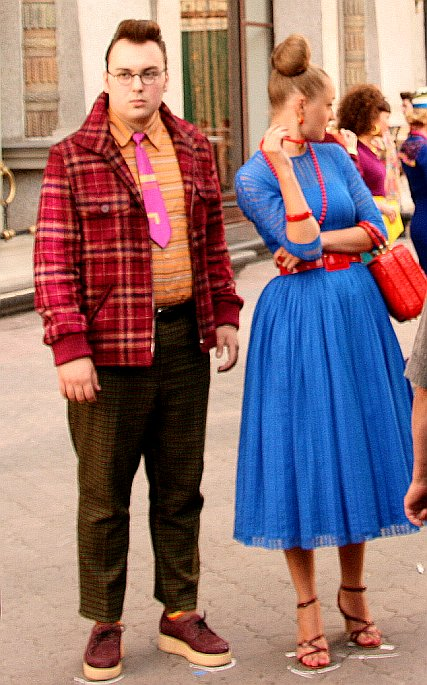
Charakterystyczny ubiór rosyjskich bikiniarzy (stiliagi) – kadr z filmu Bikiniarze.

Bikiniarze – subkultura młodzieżowa funkcjonująca w Polsce do końca lat 50. XX w. Termin ten jest odpowiednikiem amerykańskiego bitnika, opisując człowieka niestosującego się do narzucanych norm, buntującego się wobec narzuconej rzeczywistości.

## Etymologia i nazewnictwo
Termin pochodzi od słowa „bikiniarstwo”, po raz pierwszy odnotowanego w Słowniku języka polskiego z 1956 r. pod redakcją Witolda Doroszewskiego, co wskazuje na bliski związek z atolem Bikini, od którego wziął nazwę także skąpy kobiecy strój kąpielowy. Jak pisze Leopold Tyrmand w Dzienniku 1954: 
„bikiniarz” pochodził od krawatów, na których wyobrażony był wybuch bomby atomowej na atolu Bikini w 1946 roku.
a gdzie indziej pisał
"krawat wygięty w łabędzia i wystający, tak by widoczne były obowiązkowe palmy z Bikini, od których w ogóle wzięła się nazwa bikiniarze"
Słowniki ówczesne wiązały także go z bikini w znaczeniu egzotyki zbliżonej do wspomnianego wyżej atolu.
Popularne warianty krawatu miały także wizerunki kobiety ubranej w skąpy strój kąpielowy (bikini), na tle egzotycznej wyspy z grzybem atomowym.
W Wielkiej Brytanii ruch ten nosił nazwę teddy boys, we Francji i Belgii – zazous, w Rumunii – malagambiści, w ZSRR – stiliagi, Czechosłowacji – potápka. W różnych częściach Polski również bikiniarzy nazywano wieloma określeniami na przykład w Poznaniu – eki, w Krakowie – dżollerzy. Synonimami byli „mandoliniarze”, „merynosi, „bażanty”.

## Charakterystyka
Bikiniarze wywodzili się ze środowiska przedwojennych fascynatów kultury jazzowej. Byli częścią ogólnoświatowego ruchu młodzieżowego powstałego na bazie ulicznej subkultury Amerykanów meksykańskiego pochodzenia i czarnego Harlemu tzw. zoot suits. Cechą odróżniającą ich od reszty społeczeństwa było ekstatyczne umiłowanie muzyki jazzowej i kultury amerykańskiej. Główną różnicą w stosunku do beatników było nastawienie na konsumpcjonizm.

## Moda
Przejawiało się to w charakterystycznym ubiorze: szerokiej marynarce „na kilowatach” (z uwydatnionymi ramionami) „marynarze”, wąskich spodniach, butach „na słoninie” (grubej gumowej podeszwie) tak zwanych zamszakach, fryzurze tzw. plerezie, nazywanej w gwarze warszawskiej „mandoliną” lub „kaczym kuprem” (długie włosy zaczesane do tyłu, niekiedy z „dziobem” z przodu), skarpetkach „piratkach” czy „sing-singach” (jaskrawokolorowych, często z paskami) i kolorowym krawacie, na którym najczęściej widniały gołe girlsy (według propagandy – uosobienie zbrodniczego ustroju kapitalistycznego, w którym nie panowały żadne zasady).  Po kilku zmianach mody przeszło to w „oprychówkę”, golfy, „fanfana”: styl mniej szokujący, bardziej stonowany.
Dziewczyny nosiły „rozprute” (rozcięte) wąskie spódnice, ondulowały włosy, malowały usta i paznokcie, czerniły brwi, z fryzurą „koński ogon”, stylizowaną na Ritę Hayworth. Zimą chodziły w spodniach, w grubych butach, cyklistowej czapce, skórzanej kurtce, latem wizerunku dopełniała obcisła bluzka i kolorowa apaszka.

## Symbolika i polityka
Szczególnie upodobaną barwą był kolor czerwony. Władze PRL zwalczały ten ruch młodzieżowy, uważając go za przejaw kosmopolitycznych ciągotek i miłości do USA, Związek Młodzieży Polskiej organizował masówki, na których potępiano ich „amerykański styl życia”. 
W listopadzie 1951 r. odbył się pokazowy „proces bikiniarzy” (rozbójników i złodziei), który miał wymiar propagandowy: mieli przyznać się, że inspiracje do działania „czerpali z audycji Głosu Ameryki, BBC i Ośrodka Informacji działającego przy ambasadzie amerykańskiej”. Gazety krytykowały ruch jako „przesiąknięty wpływami imperialistów, pełen jednostek bezwartościowych”.
Pod zarzutem „zamiaru szpiegostwa i gotowości do dywersji”  skazano dwóch „bikiniarzy” na karę śmierci (zamienioną na dożywocie), a pozostałych na długie więzienie. Także później, do lat 1970. byli ścigani i bici przez ORMO.

## Film, muzyka i literatura
W filmie „Sprawa do załatwienia” Adolf Dymsza gra bikiniarza pasażera wagonu sypialnego, szofera taksówki, prelegenta, kelnera Władysława, referenta, sprzedawcę, boksera jednocześnie. Rosyjski film Bikiniarze (ros. Стиляги) z roku 2008, zrealizowany w konwencji musicalu, opowiada o ich radzieckiej odmianie. Popularna zwrotka piosenki, podczas której „fruwały marynary”, głosiła:
Bikiniarze to są ludzie tacy,
Co chromolą dyscyplinę pracy,
A ludowa władza
do pierdla ich wsadza
A oni śpiewają:

o la, la, la.